# Ewan McGregor
Ewan Gordon McGregor (Perth, Escocia, 31 de marzo de 1971), citado como Ewan McGregor, es un actor, cantante y director de cine británico. Es famoso sobre todo por haber protagonizado la película de culto británica Trainspotting (1996), las películas románticas de Hollywood Moulin Rouge! (2001) y Abajo el amor (2003), y por haber interpretado a Obi-Wan Kenobi en la trilogía de las precuelas de la saga Star Wars y en la serie del mismo nombre Obi-Wan Kenobi (2022). Ha interpretado a personajes musicales a lo largo de su trayectoria cinematográfica, por lo que ha grabado y colaborado en diferentes bandas sonoras.

## Biografía
McGregor nació el 31 de marzo de 1971 en Perth, Escocia y se crio en las cercanías de Crieff. Asistió desde 1988 a la Guildhall School of Music and Drama para estudiar arte dramático. En la escuela Guildhall en 1988 compartió aula con el actor británico Daniel Craig bajo las órdenes del profesor Colin McCormack. Seis meses antes de graduarse, consiguió un papel protagonista en la serie de seis capítulos Lipstick on your Collar de Dennis Potter, en la BBC. Desde entonces ha trabajado continuamente. Su debut en el cine fue en 1993 con la película Being Human junto a Robin Williams. Su trabajo recibió buenas críticas y ganó al año siguiente el Empire Award por su actuación en el thriller Shallow Grave, en el cual trabajó por primera vez con el director Danny Boyle. Este último lo dirigiría también en la película Trainspotting de 1996, dándole prestigio internacional al actor, quien interpretó a Mark Renton, un adicto a la heroína en esta historia, desarrollada en Edimburgo y Londres.
Su familia la conforman su padre James Charles Stewart McGregor y su madre Carole Diane Lawson, hermana del actor Denis Lawson, conocido por su papel de Wedge Antilles en los antiguos episodios de Star Wars, cuñada de la actriz Sheila Gish y tía de la actriz Lou Gish, ambos profesores. Por último, su hermano Colin es piloto de combate de la RAF a bordo de un Panavia Tornado.
Se casó con la diseñadora francesa Eve Mavrakis el 22 de julio de 1995 en Dordogne (Francia). Se conocieron mientras él rodaba una aparición en Kavanagh QC (ITV) y fueron padres de cuatro hijas: Clara Mathilde (1996), Esther Rose (2001), Jamiyan (2001), quien fue adoptada en 2006, y Anouk (2011). El 19 de enero de 2018, McGregor solicitó el divorcio debido a diferencias irreconciliables. Su divorcio finalizó el 13 de agosto de 2020.
En octubre de 2017 empezó a salir con la actriz estadounidense Mary Elizabeth Winstead, a quien conoció durante el rodaje de Fargo. El 25 de junio de 2021, McGregor y Winstead le tuvieron su primer hijo juntos, Laurie Winstead-McGregor. McGregor divide su tiempo entre Los Ángeles (California) y St John's Wood (Londres).
En 2008 admitió haber tenido un lunar cancerígeno debajo del ojo derecho, por lo que se sometió a una operación que salió satisfactoriamente y no hubo que lamentar desgracias mayores.

Desde el inicio de su carrera cinematográfica, cada vez que Ewan estrena una película sus padres tienen la tradición de reunirse con su grupo de amigos y asistir orgullosos al estreno. En 1996, tras rodar The Pillow Book, el actor les pidió que no fuesen a verla acompañados, debido a que aparecía completamente desnudo en algunas escenas. Después del pase recibió una nota de sus progenitores en la que lo felicitaban por su actuación, acompañada de una curiosa posdata de su padre: «Me alegra comprobar que has heredado uno de mis mayores bienes».

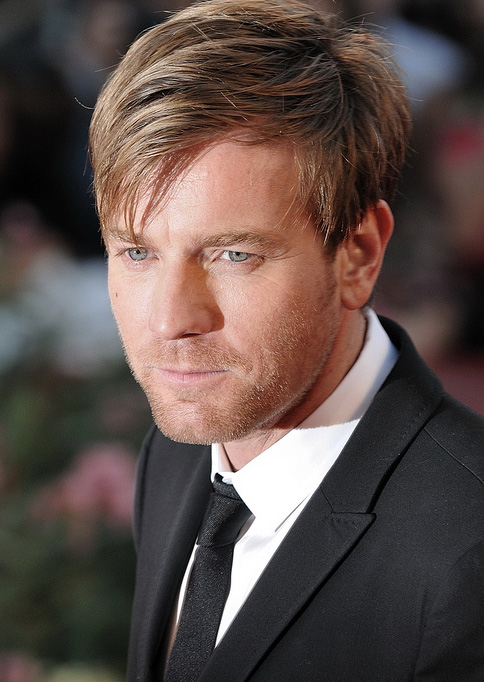
Ewan McGregor en el Festival de Venecia el 7 de septiembre de 2009.

Aficionado a las motocicletas desde su juventud, McGregor realizó un maratón motociclista junto a su amigo Charley Boorman y el cámara Claudio Von Planta en 2004. Desde mediados de abril hasta finales de julio, viajaron desde Londres hasta Nueva York a través de Europa Central, Ucrania, Rusia, Kazajistán, Mongolia, Siberia y Canadá sobre una moto BMW R1150 GS Adventure todo-terreno, acumulando un recorrido de 30.395 km. El viaje, cuya inspiración ha manifestado el propio Ewan, le vino del libro Los viajes de Júpiter de Ted Simon, quedó reflejado también en su libro éxito de ventas Long Way Round y en una serie de televisión con el mismo título, emitida en España por Localia TV, Canal Viajar y Energy. Durante la aventura, el equipo de rodaje tuvo oportunidad de captar el trabajo que UNICEF realiza en Ucrania, Kazajistán y Mongolia.
Ewan ha hecho un segundo viaje en moto, otra vez junto a su amigo el también actor Charley Boorman, de gran recorrido desde John O'Groats al norte de Escocia hasta Ciudad del Cabo en Sudáfrica, en 2007, llamado Long Way Down, título traducido al castellano como Travesía con Ewan McGregor, hace referencia al recorrido a través de África. Igualmente, el itinerario pasó por centros de trabajo de UNICEF, dado que desde 2004 Ewan McGregor es embajador de buena voluntad de la ONU y ya ha visitado anteriormente varios proyectos de UNICEF, por ejemplo centros para el tratamiento del sida. Y finalmente realizó un tercer viaje a bordo de su moto, esta vez una Harley Davidson eléctrica nuevamente con Charley Boorman. Esta vez partirían desde el Cono Sur de Sudamérica hasta los Ángeles en Norteamérica. Siguiendo los nombres de las dos anteriores ediciones, dicho proyecto se llamaría Long Way Up.
Mientras se encontraba rodando parte de las escenas de Lo imposible en Tailandia sufrió una amenaza de muerte. Una tarde, al volver de rodar, Ewan encontró en su autocaravana una nota donde el actor que hacía de su doble narraba detalladamente cómo pensaba acabar con su vida. Ewan se lo comunicó a Juan Antonio Bayona, el director, y este hizo que el responsable dejara su labor con ellos.

## Trayectoria profesional
Cuando Ewan llegó por primera vez a Los Ángeles en busca de trabajo como actor, su escaso presupuesto le obligó a buscar un compañero de piso para poder pagar el alquiler. Pronto se alió con una de las primeras personas con las que congenió en la ciudad y con la que había coincidido en un fallido casting, con el actor Jude Law.

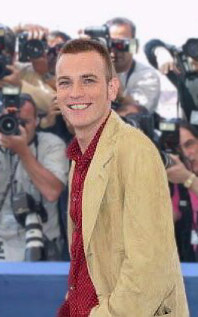
McGregor en el Festival de Cannes en 2001.

Ewan McGregor ha actuado como protagonista en películas románticas de Hollywood como en la película musical Moulin Rouge!, donde demostró su capacidad a la hora de cantar, siendo la banda sonora de la cinta un éxito mundial y por la que obtuvo una nominación al Globo de Oro como mejor actor de comedia o musical. Otra película romántica de su historial es Abajo el amor (Down with Love), y también participó en las producciones británicas Little Voice y Young Adam junto a la actriz Tilda Swinton.
Ewan McGregor dio el salto a la categoría de estrella al aceptar el papel del joven Obi-Wan Kenobi en los Episodios I, II y III de la saga Star Wars (La Guerra de las Galaxias), siendo el mismo personaje que interpretó Alec Guinness en los Episodios IV, V y VI, entre 1977 y 1983, con una apariencia anciana. Teniendo por tanto un personaje de referencia a seguir, McGregor tuvo especial cuidado en actuar de un modo lo más parecido posible al personaje interpretado por Guinness, con la misma manera de expresarse, desenvolverse e incluso de hablar. En los sets de rodaje, McGregor se dejaba llevar por la emoción en las escenas de acción en las que se batía en duelos de sables de luz y él mismo (revelando en un programa de televisión) que algunas veces, hacía los sonidos del zumbido del arma, lo cual dio bastante trabajo para retirarlos durante la posproducción.
Tras rodar The Pillow Book (El Libro de cabecera) en 1996, McGregor realizó el papel de bisexual en Velvet Goldmine en 1998, y más tarde en Scenes of a Sexual Nature en 2006.
En 2003 participó en el documental Faster sobre el mundo del motociclismo, apareciendo junto a Valentino Rossi, Max Biaggi, Carlos Checa y demás competidores. En ese mismo año, protagonizó la película Big Fish dirigida por Tim Burton.
En 2005, prestó su talentosa voz a dos exitosas películas de animación. Suya es la voz del robot Rodney Copperbottom en la película Robots junto a las voces de Halle Berry y Robin Williams. Asimismo, realizó una actuación vocal con el protagonista de la película Valiant con Jim Broadbent y John Cleese. También en 2005 se rumoreó que podría ser el nuevo James Bond para la última película de la saga, Casino Royale, antes de anunciarse definitivamente la elección de Daniel Craig. En este mismo año, McGregor actuó junto a Scarlett Johansson en el largometraje La isla, y en el thriller psicológico Stay con Naomi Watts.
McGregor ha narrado el show Jet Set de la STV (Televisión Escocesa), acerca de la vida de los cadetes de vuelo (entre ellos su hermano Colin) en la base aérea británica RAF Lossiemouth, en un curso para pilotar los Panavia Tornado, aviones de ataque de la Real Fuerza Aérea británica. Su hermano Colin ha conseguido llegar a ser piloto de la RAF.
En el teatro, ha protagonizado Guys and Dolls en el Piccadilly Theatre de Londres, en el papel de Sky Masterson (el mismo personaje que interpretó Marlon Brando en la gran pantalla). Dicha actuación le valió el reconocimiento de la crítica y el premio al mejor actor 2005 de LastMinute.com Archivado el 17 de febrero de 2021 en Wayback Machine.. Fue nominado a los premios Olivier por mejor actor de un musical.

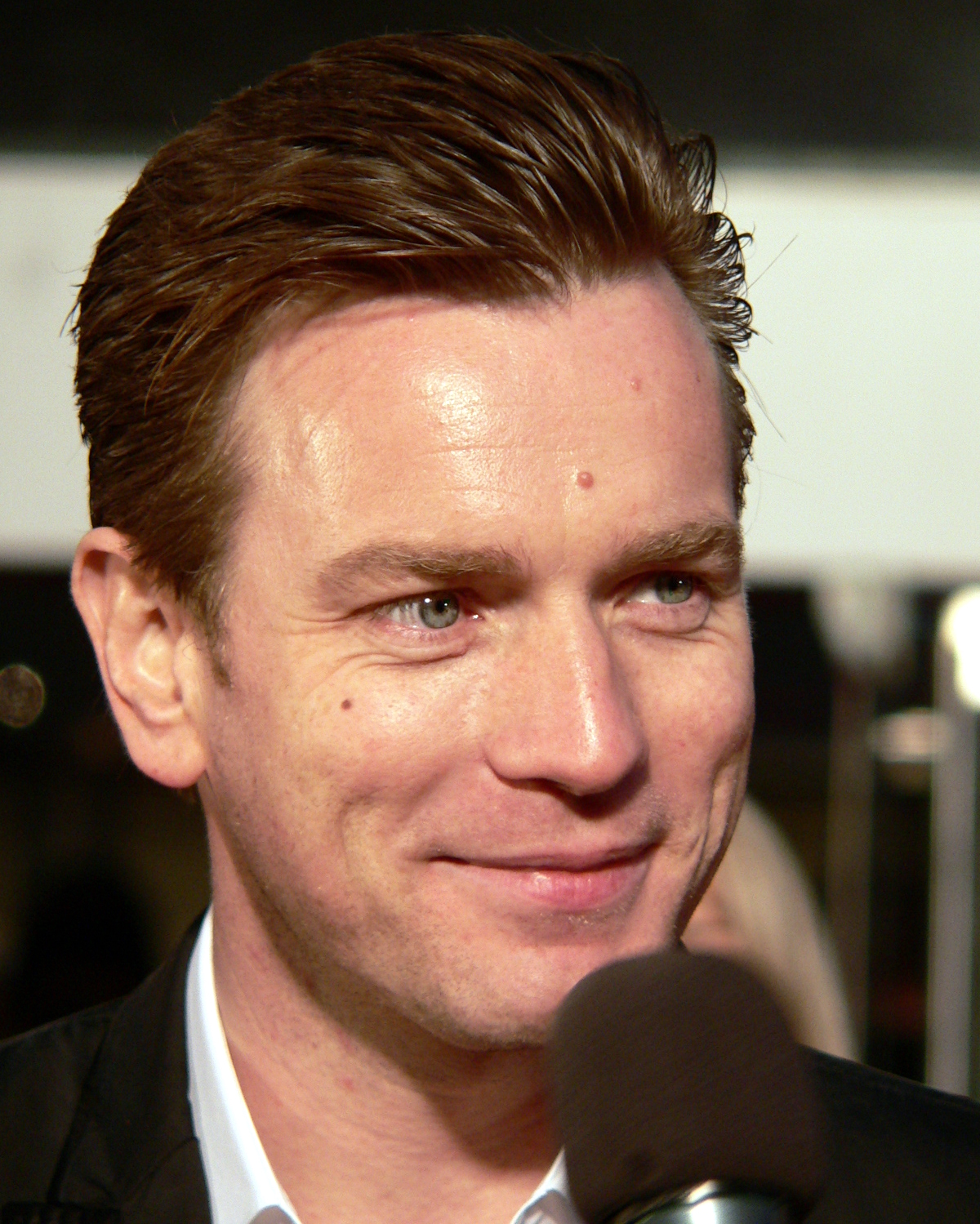
McGregor en 2006.

Apareció en la película Cassandra's Dream de Woody Allen, junto al irlandés Colin Farrell, y protagonizaría junto a Daniel Craig la adaptación cinematográfica de la novela de Glen Duncan, Lucifer sin embargo el proyecto fue abandonado.
En 2008 estrenó el thriller erótico Deception, coprotagonizado por Hugh Jackman y Michelle Williams. En 2009 interpretó al camarlengo Patrick McKenna en la película basada en el libro Ángeles y demonios escrito por Dan Brown.
En 2009 coprotagonizó junto con Tom Hanks en Ángeles y demonios, película que fue dirigida por Ron Howard.
En 2010 protagonizó algunas películas como The Men Who Stare at Goats, junto a George Clooney y Jeff Bridges, o The Ghost Writer, de Roman Polanski, donde interpretó al escritor "negro" del primer ministro Británico, interpretado por Pierce Brosnan. Otras películas destacables son, en 2011, Beginners, junto a la francesa Mélanie Laurent, y Salmon fishing in the Yemen, con Emily Blunt.
Ha caracterizado al caballero Elmont en Jack the Giant Slayer (2013); apareció en la película August: Osage County (2013), junto a Meryl Streep, Julia Roberts y Benedict Cumberbatch, y protagonizó la película de Juan Antonio Bayona Lo imposible (2012), dando papel a Henry, el padre de la familia. Tras rodar Lo imposible, se convirtió en el primer actor extranjero en estar nominado a la categoría de mejor actor de reparto de los premios Goya. También en España, fue galardonado en 2012 con el Premio Donostia en el Festival de Cine de San Sebastián, un galardón que simboliza el reconocimiento a su carrera cinematográfica. En el rodaje de Lo imposible tuvo que ser suspendido unos días debido a que un extra de la película con la mente algo trastocada se encargó de dejar amenazas de muerte al actor en el camerino. El perturbado alegó que, aunque se describía en sus notas apuñalando a McGregor, tan sólo se trataba de poesía. Interpretó a Jesús en Last Days in the Desert (Los últimos días en el desierto) (2015), dirigida por el colombiano Rodrigo García y que narra una hipotética peregrinación de Jesucristo no reflejada en la Biblia. La película se estrenó en el Festival de Sundance.

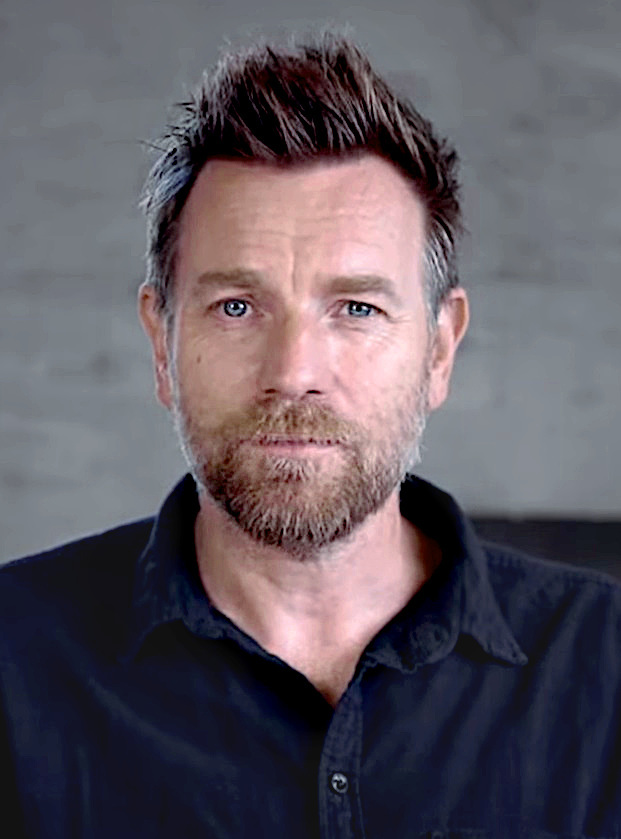
McGregor en 2022

En 2016 debutó como director con el filme American Pastoral, adaptación de la novela homónima de Philip Roth, y que protagonizó el propio McGregor con Jennifer Connelly y Dakota Fanning. También, protagonizó un anuncio de la marca francesa constructora de automóviles Citroën, junto a Vinessa Shaw anunciando el Citroën DS5. En 2017 interpretó de nuevo al drogadicto Mark Renton en el filme T2: Trainspotting. En 2017 interpretó a Lumiere en La bella y la bestia basada en la película de 1991 compartiendo reparto con Emma Watson, Dan Stevens, Luke Evans, Josh Gad, Emma Thompson, Ian McKellen, Stanley Tucci y Kevin Kline. Un año después encarnó a Christopher Robin Milne en la película de Marc Foster Christopher Robin, un reencuentro inolvidable.
En 2022 coprotagonizó Pinocho de Guillermo del Toro donde dio vida y voz a Sebastián J Grillo, siendo la conciencia y el narrador de la película, compartió reparto junto con Gregory Mann, Cate Blanchett, Christoph Waltz, David Bradley, Tilda Swinton, Ron Perlman y Finn Wolfhard. Pese a su éxito en el cine, su sueño siempre ha sido el de triunfar en el mundo de la música. «Soy un cantante frustrado. No he podido desarrollar una carrera musical al ciento por ciento porque me llaman más como actor que como cantante.» Aun así, el escocés ha demostrado la potencia de sus cuerdas vocales en numerosas producciones en las que ha participado en la banda sonora: Moulin Rouge, Velvet Goldmine o Abajo el amor.
En 2024, protagonizó la adaptación televisiva de la novela Un caballero en Moscú de Amor Towles, donde da vida al personaje del conde Alexander Ilyich Rostov. El jueves 12 de septiembre de 2024, se añadió la estrella emblemática en el Paseo de la Fama de Hollywood de McGregor.

## Discografía

### Bandas sonoras
| Año  | Canción                                   | Álbum                                                         | Ref.   |
| ---- | ----------------------------------------- | ------------------------------------------------------------- | ------ |
| 1997 | "Choose Life" (con PF Project)            | Trainspotting#2: Music from the Motion Picture                |        |
| 1999 | "TV Eye"(con Wylde Ratttz)                | Velvet Goldmine: Music from the Original Motion Picture       |        |
| 2000 | "You're Just in Love" (con Jane Horrocks) | The Further Adventures of Little Voice                        | [ 22 ] |
| 2001 | "Come What May" (con Nicole Kidman)       | Moulin Rouge! Music from Baz Luhrmann's Film                  |        |
| 2001 | "Elephant Love Medley"(con Nicole Kidman) | Moulin Rouge! Music from Baz Luhrmann's Film                  |        |
| 2001 | "El Tango de Roxanne"(con José Feliciano) | Moulin Rouge! Music from Baz Luhrmann's Film                  |        |
| 2001 | "Your Song"(con Alessandro Safina)        | Moulin Rouge! Music from Baz Luhrmann's Film                  |        |
| 2003 | "Here's To Love" (con Renée Zellweger)    | Down With Love: Music from and Included in the Motion Picture |        |
| 2006 | "The Sweetest Gift"                       | Unexpected Dreams – Songs From the Stars                      |        |
| 2012 | "Toast to Freedom"                        | Toast to Freedom                                              | [ 23 ] |
| 2017 | "Be Our Guest"                            | Beauty and the Beast                                          |        |

### Otros
Notas:A pesar de no ser incluidas en ninguna banda sonora, también presta su voz para las siguientes canciones:

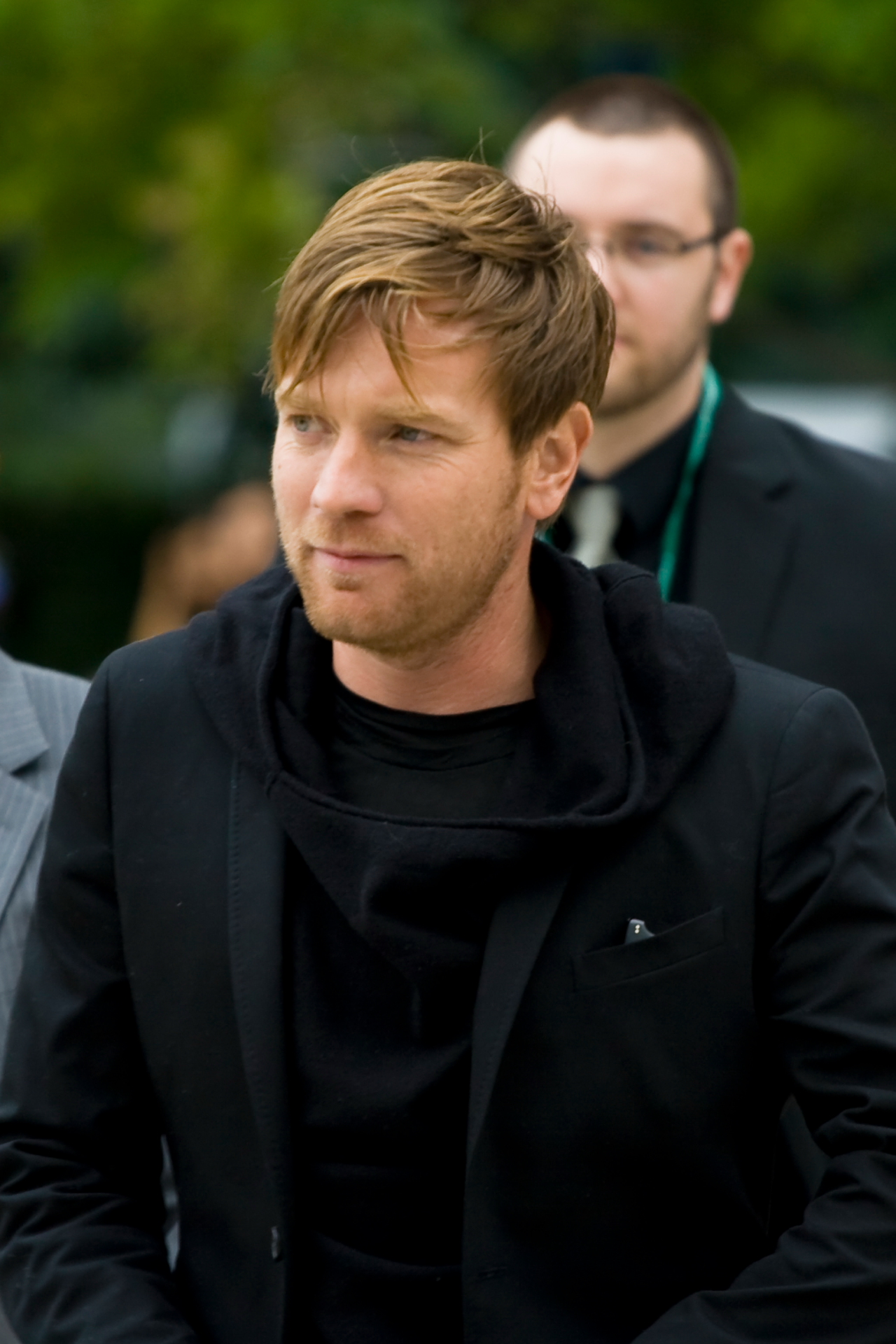
McGregor en el Festival Internacional de Cine de Toronto en 2009

- McGregor en el Festival Internacional de Cine de Toronto en 2009"Up Where We Belong", No me la puedo treure de la cabeza (Serie de televisión) Episodio: Amor (2012), 2012
- "El Tango de Roxanne", So You Think You Can Dance Canada (Serie de televisión) Episodio: Top 18 Results (2011), 2011
- "Come What May" (como Edward Mcgregor), Cuestión de fe (Cortometraje), 2008
- "Show Me the Way to Go Home", Cassandra's Dream, 2007
- "Let Me Teach You How to Dance", Miss Potter, 2006
- ("The Sound of Music", "Children 2001 Of The Revolution", "The Pitch (Medley)", "One Day I'll Fly Away"), Moulin Rouge!, 2001
- "She is From the Land", Nora, 2000
- ("My Unclean", "Gimme Danger"), Velvet Goldmine, 1998
- ("Silent Worship", "Virgins Are Like the Fair Flower"), Emma, 1996
- "Heartbreak Hotel", Lipstick on Your Collar (miniserie de televisión) Episodio: n.º 1.6 (1993), 1993
- "Hourglass", Catfish and the Bottlemen, 2015

## Reconocimientos
Globos de Oro
| Año  | Categoría                            | Trabajo                     | Resultado | Ref.   |
| ---- | ------------------------------------ | --------------------------- | --------- | ------ |
| 2022 | Mejor actor de miniserie o telefilme | Halston                     | Nominado  |        |
| 2018 | Mejor actor de miniserie o telefilme | Fargo                       | Ganador   | [ 24 ] |
| 2012 | Mejor actor - Comedia o musical      | Salmon fishing in the Yemen | Nominado  | [ 25 ] |
| 2001 | Mejor actor - Comedia o musical      | Moulin Rouge!               | Nominado  | [ 26 ] |

Premios Primetime Emmy
| Año  | Categoría                              | Trabajo                          | Resultado | Ref.   |
| ---- | -------------------------------------- | -------------------------------- | --------- | ------ |
| 2023 | Mejor serie limitada o de antología    | Obi-Wan Kenobi                   | Nominado  | [ 27 ] |
| 2021 | Mejor actor - Miniserie o telefilme    | Halston                          | Ganador   | [ 28 ] |
| 2017 | Mejor actor - Miniserie o telefilme    | Fargo                            | Nominado  | [ 29 ] |
| 2017 | Narrador destacado                     | Highlands: Scotland's Wild Heart | Nominado  | [ 30 ] |
| 1997 | Mejor actor invitado - Serie dramática | ER                               | Nominado  | [ 31 ] |

SAG
| Año  | Categoría                                         | Trabajo              | Resultado | Ref.   |
| ---- | ------------------------------------------------- | -------------------- | --------- | ------ |
| 2022 | Mejor actor de televisión - Miniserie o telefilme | Halston              | Nominado  | [ 32 ] |
| 2013 | Mejor reparto                                     | August: Osage County | Nominados | [ 33 ] |
| 2001 | Mejor reparto                                     | Moulin Rouge!        | Nominados | [ 34 ] |
| 1998 | Mejor reparto                                     | Little Voice         | Nominados | [ 35 ] |

Premios BAFTA
| Año  | Categoría                | Película          | Resultado | Ref. |
| ---- | ------------------------ | ----------------- | --------- | ---- |
| 2017 | Mejor actor protagonista | T2: Trainspotting | Nominado  |      |
| 2004 | Mejor actor escocés      | Young Adam        | Ganador   |      |
| 1996 | Mejor actor escocés      | Trainspotting     | Ganador   |      |

Kids' Choice Awards
| Año  | Categoría                                | Película       | Resultado | Ref.   |
| ---- | ---------------------------------------- | -------------- | --------- | ------ |
| 2023 | Actor Favorito de TV - Programa Familiar | Obi-Wan Kenobi | Nominado  | [ 36 ] |

Washington D. C. Area Film Critics Association Awards
| Año  | Categoría              | Película  | Resultado | Ref. |
| ---- | ---------------------- | --------- | --------- | ---- |
| 2022 | Mejor actuación de voz | Pinocchio | Nominado  |      |

Premios Goya
| Año  | Categoría                                 | Película     | Resultado | Ref. |
| ---- | ----------------------------------------- | ------------ | --------- | ---- |
| 2012 | Mejor interpretación masculina de reparto | Lo imposible | Nominado  |      |

Premios del Cine Europeo
| Año  | Categoría                                | Película      | Resultado | Ref. |
| ---- | ---------------------------------------- | ------------- | --------- | ---- |
| 2001 | Mejor logro europeo en el mundo del cine | Moulin Rouge! | Ganador   |      |
| 2010 | Mejor actor europeo                      | El escritor   | Ganador   |      |

Festival Internacional de Cine de San Sebastián
| Año  | Categoría       | Resultado | Ref.   |
| ---- | --------------- | --------- | ------ |
| 2012 | Premio Donostia | Ganador   | [ 37 ] |

Los Cabos International Film Festival
| Año  | Categoría                        | Resultado | Ref.   |
| ---- | -------------------------------- | --------- | ------ |
| 2015 | Premio Excelencia a la Actuación | Ganador   | [ 38 ] |